# Peter Kupferschmidt
Peter Kupferschmidt (Szentfülöp, Magyarország,  1942. március 2. –) német labdarúgó.

## Pályafutása
1942. március 2-án a bácskai Szentfülöpön született, amely akkor Magyarországhoz tartozott. A második világháború után a szentfülöpi németek jelentős részét kitelepítették.  Kupferschmidt családjával 1956-ban Magyarországon és Ausztrián át került Nyugat-Németországba. Az SV Gartenstadt Trudering junior csapatában kezdte pályafutását. Később felfigyelt rá az FC Bayern München. 1956-tól 1960-ig az FC Bayern München Junior Csapatának játékosa. 1960-ban került fel az FC Bayern München szenior játékosai közé. 1971-ig volt az FC Bayern München játékosa. Az FC Bayern München mezében egy alkalommal német bajnokságot, négy alkalommal német kupát és egyszer Kupagyőztesek Európa-kupáját nyert. Végigjátszotta az 1967-es KEK-döntőt. A bajor csapat szerelésben 221 mérkőzésen lépett pályára, és hátvédként 5 gólt szerzett. Az 1971–1972-es szezonban az osztrák SK Sturm Grazban 27 mérkőzést játszott. Az 1972-1973-as szezonban az osztrák Kapfenberger SV csapatában játszott. 1973-ban vonult vissza.

## Sikerei, díjai
Bayern München
- Német bajnokság
  - bajnok: 1969
- Nyugatnémet kupa (DFB Pokal)
  - győztes: 1966, 1967, 1969 és 1971
- Kupagyőztesek Európa-kupája
  - győztes: 1967